# Marvin Falcon
Marvin „Marv“ Falcon (* 1935; † 11. August 2022) war ein US-amerikanischer klassischer und Jazzgitarrist (auch Gesang).

## Leben und Wirken
Falcon stammte aus Brooklyn und begann im Jugendalter autodidaktisch Ukulele zu spielen. Ein Schulfreund brachte ihn schließlich dazu Gitarre zu lernen. Sein Gitarrenlehrer Stanley Solow wurde zu seinem langjährigen Mentor. Nach seinem College-Abschluss begann er landesweit als professioneller Konzertgitarrist zu arbeiten. Weiterhin arbeitete er 1956 als Vokalist mit The 4 Most, einem Vokalquartett um Joe Derise und Al Evans, zu hören auf dem Album The 4 Most Sing the Arrangements of Joe Derise (Dawn Records, u. a mit Dick Sherman, Al Cohn, Gene Quill, Hank Jones, Mat Mathews, Joe Puma, Mundell Lowe, Oscar Pettiford und Charlie Smith).
In den 1960er-Jahren kehrte Falcon nach New York zurück und war fortan im Hauptberuf als Musikpädagoge tätig. In den frühen 1960er-Jahren war er schließlich als Begleitmusiker für Miriam Makeba bei politischen Veranstaltungen tätig; zu hören ist er außerdem auf ihren LPs The Voice of Africa, 1964, und An Evening with Belafonte/Makeba 1965. Anschließend ging er mit Makeba auf eine Afrika-Tournee, an der auch Harry Belafonte beteiligt war. Des Weiteren arbeitete er mit dem Paul Winter Jazz Sextet.
Ab den späten 1960er-Jahren schrieb Falcon Lehrwerke für Gitarre und Kompositionen wie „Greek Dance and Lament“ oder „Con Calma for Flute and Guitar“ und „Raggedyantics“, eine Ragtime-Nummer für Flöte und Gitarre, geschrieben als Tribut an Scott Joplin. 1972 zog Falcon mit seiner Familie nach Allentown, wo er Gitarre am Cedar Crest College unterrichtete. Des Weiteren war er Gründer der Lehigh Valley Guitar and Ensemble Society, deren Vorsitzender er lange Jahre war. In seinen späteren Jahren blieb Falcon in der regionalen Musikszene aktiv, so mit den Barrel House Brothers im Veranstaltungsort Steelstacks und im The Speakeasy Bookstore in Bethlehem, Pennsylvania. Mit der Gruppe spielte er Traditional Jazz der 1920er- und 1930er-Jahre. Weiterhin betätigte Falcon sich als Ukulele-Lehrer in Seniorenkursen.